# Моисей в Египте
«Моисей в Египте» (итал. Mosè in Egitto) — опера Джоаккино Россини в 3 актах на итальянское либретто Андреа Леоне Тоттола. Премьера  состоялась 5 марта 1818 года в театре Сан-Карло в Неаполе.
У Никколо Паганини есть «Вариации на тему оперы Джоакино Россини „Моисей в Египте“».

## История создания
Опера была заказана Россини знаменитым итальянским импресарио Доменико Барбайей в 1818 году. Либретто написал Андреа Тоттола, который положил в основу текста пьесу «Осирис» драматурга Франческо Риньери. Первая постановка оперы состоялась 5 марта 1818 года и была очень тепло встречена зрителями. Спустя год в 1819 году Россини дописал молитву для Моисея и хора (Dal tuo stellato soglio).
Начиная с 1822 года опера регулярно исполнялась в Лондоне как оратория «Пётр-отшельник» — в урезанном варианте, который приблизил её к британской традиции религиозной музыки («Мессия» Генделя и т. д.). Действие произведения было перенесено в эпоху крестовых походов, а центральной фигурой стал Пётр Амьенский.
Через несколько лет композитор создал французский вариант оперы для парижского театра Гранд-опера, получивший название «Моисей и фараон, или Переход через Чермное море» (фр. Moïse et Pharaon, ou Le Passage de la mer Rouge). В новой редакции был добавлен 4-й акт, расширен список действующих лиц, также были изменены имена главных героев. Премьера этой редакции оперы состоялась 26 марта 1827 года.

## Действующие лица
| Роль                     | Голос         |
| ------------------------ | ------------- |
| Моисей                   | бас           |
| Аарон, брат Моисея       | тенор         |
| Аменофида, сестра Моисея | меццо-сопрано |
| Гельция, дочь Аменофиды  | сопрано       |
| Фараон                   | бас           |
| Амальтея, супруга царя   | сопрано       |
| Осирис, царский сын      | тенор         |
| Мамбр, жрец Исиды        | тенор         |

## Сюжет
Действие происходит в Египте в XV—XIII вв. до н. э. (времена Исхода).

### Действие I
Лагерь евреев.
Моисей ждет возвращения своего брата Аарона, который отправился к фараону, чтобы просить освободить от рабства еврейский народ. Аарон возвращается с вестью о том, что хоть фараон не согласился отпустить евреев, однако супруга фараона, Амалтеа, приняла их сторону. Вместе с Аароном в лагерь вернулась сестра Моисея Аменофида со своей дочерью Гельцией. Печаль съедает сердце девушки: она влюблена в Осириса, сына фараона, чувства взаимны, но девушка обещала посвятить себя Господу. Неожиданно Моисей видит в небе радугу - божественный знак надежды. Моисей получает священные скрижали Завета. Все это убеждает его, что вскоре по Божьей милости еврейский народ получит долгожданную свободу.

Неожиданно в лагере появляется Осирис, влюбленный в Гельцию. Он пытается уговорить девушку бежать с ним, но та непреклонна - она должна остаться со своим народом, несмотря на чувства, которые испытывает к Осирису. Глубоко оскорбленный отказом, он прибегает к угрозам: если Гельция не согласится бежать, его отец, фараон, изменит своё решение в отношении евреев. Гельция оказывается принять предложение Осириса, тогда он переходит от угроз к действиям. Вскоре юноша возвращается в лагерь с приказом фараона - евреи должны остаться в Египте. Моисея как мятежника берут под стражу. Увидев фараона, прибывшего в стан евреев вместе со своей супругой Амальтеей, он бросает ему в лицо грозные слова о нарушении закона. Рассерженный Осирис требует смерти Моисея, в то время как Амальтея и Гельция просят фараона помиловать старца. Моисей потрясает жезлом, и тьма окутывает землю. 

### Действие II
Дворец фараона.
Устрашенный могуществом Моисея фараон требует доставить его во дворец. После того как стража приводит старца, фараон просит Моисея снять проклятие в обмен на свободу, которую он дарует евреям. Моисей соглашается; взмах жезла - и тьма сменяется солнечным светом. Фараон приказывает своему сыну Осирису сочетается браком с дочерью правителя Ассирии. Но великая печаль поселилась в сердце юноши, он рассказывает Амальтее о своей любви к еврейской девушке. Однако Амальтея указывает, что Осирису надлежит повиноваться решениям фараона. Пылая злобой, Осирис вместе с царицей отправляется в храм Исиды.

### Действие III
Храм Исиды.
Фараон со жрецами возносят молитвы богам. В храм приходит Моисей и требует, чтобы фараон выполнил обещания, данные ему. Верховный жрец Мамбр объявляет, что пока евреи не принесут жертвы египетским богам, они не смогут покинуть Египет.  Моисей грозит карой Господней. В храм вбегает Офид, который сообщает, что воды Нила окрасились кровью - город атаковали полчища саранчи. Теперь уже верховный жрец и Озирид требуют смерти Моисея. В отмщение Моисей гасит алтари всех египетских богов. Фараон приказывает заковать евреев в цепи и отправить в пустыню. Моисей призывает их быть храбрыми и не страшиться судьбы.
Берег Красного моря. Осирис просит Гельцию остаться с ним. Девушка колеблется - она не может предать веру отцов. Моисей ставит перед ней ультиматум: или её любовь к Богу, или её чувства к Осирису. Гельция выбирает первое. В порыве гнева, не в силах сдержать свою ненависть, Осирис клянется, что будет преследовать евреев до тех пор, пока они не погибнут в пучине Красного моря. Евреи во главе с Моисеем начинают молиться. Вдали слышен шум приближающегося египетского войска. Моисей взмахом жезла заставляет волны расступиться; он и его народ входят в Красное море. Начинается сильная буря, злобствует ветер. Фараон думает, что Моисей и его товарищи погребены водами, но его сын не верит в это и бросается в пучину вместе со своими воинами.
Вышедшие целыми и невредимыми евреи возносят Господу свои молитвы и славят Моисея, который вывел их из Египта.

## Избранная дискография
| Год  | Состав (Моисей, Фараон, Осирид, Элчиа)                             | Дирижёр            | Лейбл           |
| ---- | ------------------------------------------------------------------ | ------------------ | --------------- |
| 1968 | Николай Гяуров, Марио Петри, Ширли Верретт                         | Вольфганг Заваллиш | Opera d'Ora     |
| 1981 | Руджеро Раймонди, Зигмунд Нимсгерн, Эрнесто Паласио, Джун Андерсон | Клаудио Шимоне     | Philips         |
| 1988 | Руджеро Раймонди, Микеле Пертузи, Роквелл Блейк, Чечилия Гасдиа    | Паоло Ольми        | Orfeo           |
| 1993 | Роберто Скандьюцци, Микеле Пертузи,Роквелл Блейк, Мариэлла Девиа   | Сальваторе Аккардо | Legato Classics |
| 2006 | Лоренцо Регаццо, Войцек Герлах, Филиппо Адами, Аки Амоу            | Антонио Фолиани    | Naxos           |